# Polycyclische aromatische koolwaterstoffen

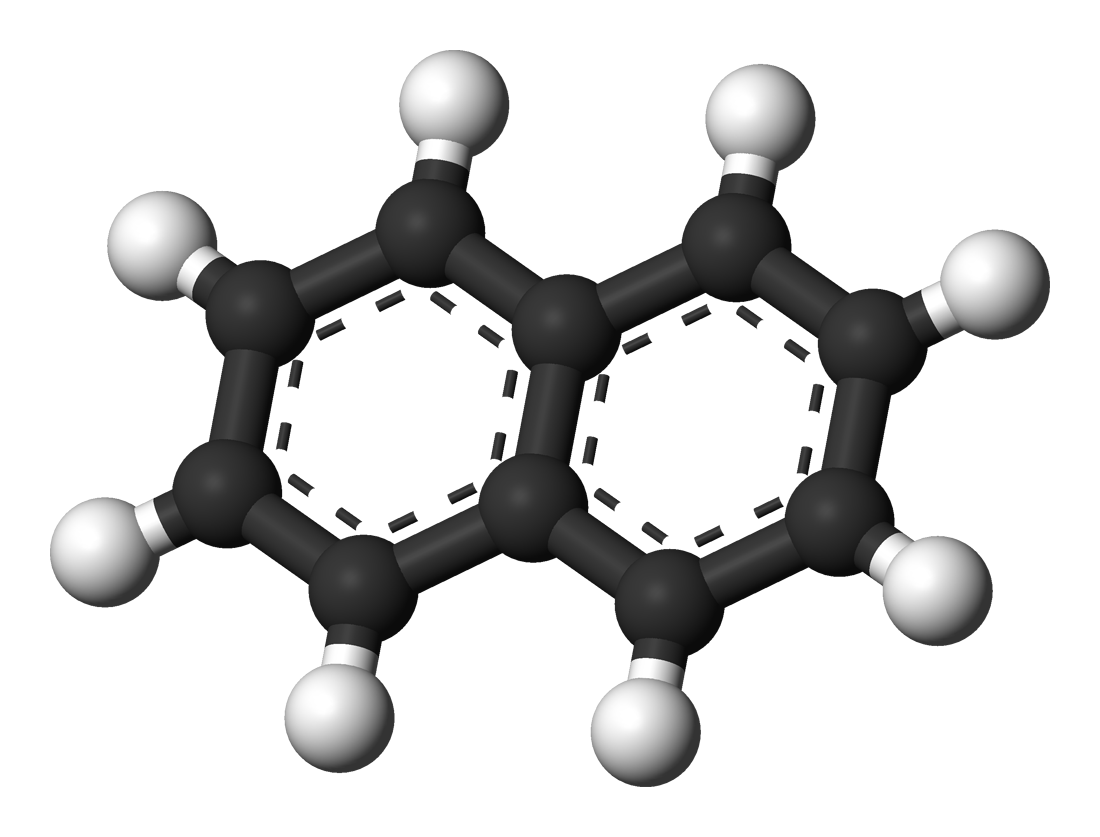
Molecuulmodel van naftaleen, de eenvoudigste polycyclische aromatische koolwaterstof.

Polycyclische aromatische koolwaterstoffen of polycyclische aromaten, afgekort paks, zijn organische verbindingen die bestaan uit gekoppelde aromatische ringen (bijvoorbeeld benzeenringen) maar geen heteroatomen of functionele groepen bevatten. Het zijn dus polycyclische verbindingen bestaande uit enkel waterstof en koolstof.
Paks zijn ongeladen, apolaire moleculen die met name worden aangetroffen in afzettingen van steenkool en teer. Ze worden ook geproduceerd door de thermische ontbinding van organisch materiaal, zoals in motoren en verbrandingsovens, industrieën of bij bosbranden. Deze stoffen staan bekend om hun schadelijke effecten voor verschillende organismen.
Paks zijn abundante verbindingen in het universum. Er is ontdekt dat ze mogelijk al in de eerste paar miljard jaar na de oerknal zijn ontstaan, vermoedelijk gedurende de vorming van nieuwe sterren en exoplaneten. Sommige astrochemische onderzoeken suggereren dat paks een aanzienlijk percentage van alle koolstof in het universum vormen. Polycyclische aromatische koolwaterstoffen worden hierdoor gezien als mogelijke uitgangsmaterialen voor abiotische synthese van stoffen die vereist zijn voor de vroegste levensvormen.

## Inleiding
Paks zijn een groep van honderden organische stoffen opgebouwd uit twee of meer benzeenringen, welke vooral in de belangstelling staan vanwege de daaraan toegedichte carcinogene eigenschappen. Paks ontstaan bij onvolledige verbranding of verkoling van diverse koolstof bevattende materialen. Daartoe behoren onder andere fossiele brandstoffen, voedingsmiddelen en hout. Paks worden bijvoorbeeld gevormd bij de vergassing van kolen, bij het aanbranden van eten (barbecueën), het verstoken van brandstof en zitten ook in sigarettenrook.

Voorbeelden van polycyclische aromatische koolwaterstoffen
Naftaleen
Bifenyl
Antraceen
Fenantreen
Fenaleen
Tetraceen
Chryseen
Peryleen
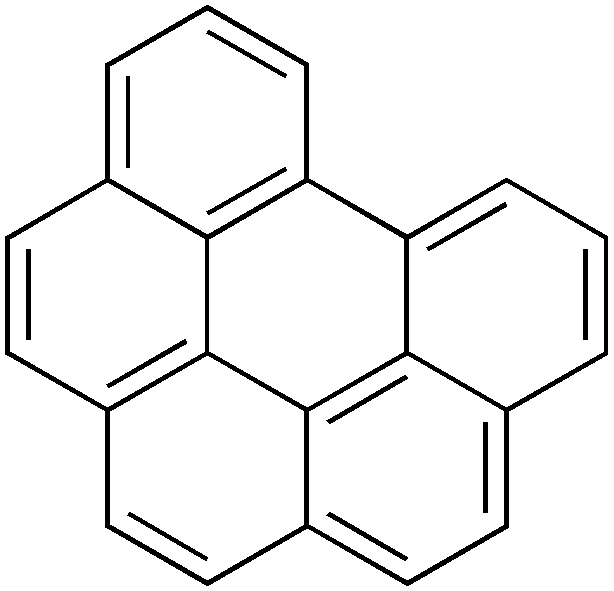
Benzo[ghi]peryleen
Coroneen

Het is niet doenlijk om voor elke individuele pak een norm vast te stellen voor de concentratie die schadelijk is voor milieu of gezondheid. Daar paks meestal gezamenlijk voorkomen (ze komen vrij bij dezelfde processen) en de onderlinge concentratieverhoudingen in het milieu relatief constant zijn (aangeduid als een pak-profiel), worden slechts enkele individuele paks genormeerd. Er zijn verschillende lijsten van individuele paks, die ten behoeve van uiteenlopende doeleinden zijn opgesteld. Enkele veel gebruikte pak-lijsten zijn van:
- het Environmental Protection Agency (EPA) van de Verenigde Staten;
- Borneff (gebruikt bij het opstellen van Kwaliteitsdoelstelling 2000 voor oppervlaktewateren);
- het Nederlandse Rijksinstituut voor Volksgezondheid en Milieu (RIVM); dit is de pak-lijst die oorspronkelijk is gebruikt bij de Interimwet Bodemsanering en thans is opgenomen in de lijst met Streef- en Interventiewaarden. Hier wordt uitgegaan van een lijst van tien individuele paks, die is opgesteld ten behoeve van het Basisdocument PAK: naftaleen, antraceen, fenantreen, fluoranteen, benzo(a)antraceen, chryseen, benzo(k)fluoranteen, benzo(a)pyreen, benzo(ghi)peryleen en indeen(1,2,3-cd)pyreen.

## Opname en stofwisseling bij de mens
Opname van paks door de mens vindt voornamelijk plaats via het voedsel en - in mindere mate - via inhalatie. Een marginale hoeveelheid wordt via de huid (dermaal) opgenomen.
De paks die via het voedsel binnenkomen, komen in het maag-darmkanaal terecht. Een deel van de pak wordt hier omgezet (metabolisme), een ander deel wordt opgenomen in lymfe en bloed, waarna een snelle verdere verspreiding naar de weefsels plaatsvindt. In deze weefsels vindt vervolgens omzetting of opeenhoping (vooral in vet- en klierweefsel) plaats. Veel paks zijn namelijk vetoplosbaar en bevinden zich in levensmiddelen die vet bevatten en die via het milieu of tijdens het productieproces verontreinigd raken. Bronnen van verontreiniging zijn vaak ongecontroleerde rook- en droogprocessen (bijvoorbeeld door verbranding van hout, kool of dieselolie in niet-afgesloten systemen) of de selectieve ophoping van paks in vetweefsel van dieren of het eetbare gedeelte van planten.
De geïnhaleerde paks worden voor een groot deel in de voorste ademhalingsorganen (neus- en keelholte) biochemisch omgezet. De hoeveelheid paks die via deze weg ongewijzigd de verder liggende weefsels bereikt, is hierdoor relatief gering. De ingeademde paks die niet meteen worden omgezet worden grotendeels snel afgevoerd naar het maag-darmkanaal. Een ander, klein deel wordt via het longepitheel in de bloedbaan opgenomen. Daarnaast wordt een beperkte hoeveelheid paks in de longen vastgehouden en omgezet.
De paks die door de huid worden opgenomen worden pas na een lange periode opgenomen in de bloedbaan. Het grootste gedeelte van de dermaal opgenomen paks wordt in de huid omgezet.

## Effecten en toxiciteit
Paks worden in de verschillende organen en weefsels gemetaboliseerd tot een grote verscheidenheid aan verbindingen (het primaire metabolisme). Omdat vrijwel alle weefsels over de hiertoe benodigde enzymen beschikken worden paks op zeer vele plaatsen in het lichaam afgebroken. Het grootste deel van de paks wordt na het primaire metabolisme verder ontdaan van zijn giftigheid en uitgescheiden via de urine en ontlasting (secundair metabolisme).
De belangrijkste stap in het primaire metabolisme is de epoxidatie (inbouw van een zuurstofatoom waardoor epoxiden worden gevormd). Een klein gedeelte van de paks wordt vervolgens nog verder geëpoxideerd tot diolepoxiden. De laatstgenoemde stoffen zijn zeer reactief. Ze zijn verantwoordelijk voor de toxiciteit van paks. De diolepoxiden kunnen namelijk verbindingen aangaan met DNA, hetgeen carcinogene effecten kan veroorzaken. Deze carcinogene werking zal meteen op de plaats van het metabolisme (en dus in vrijwel alle weefsels) kunnen optreden, omdat de diolen zeer reactief zijn. Aangenomen wordt dat het risico van de via de mond opgenomen paks vooral gelegen is in het veroorzaken van maagkanker; inademing van paks verhoogt het risico op longkanker.
Naast de carcinogene werking kunnen verscheidene paks ook negatieve effecten als huid-, oog- en slijmvliesirritaties veroorzaken. Deze effecten treden pas op bij relatief hoge pak-concentraties.
Onderzoek heeft aangetoond dat de carcinogeniteit van paks afhankelijk is van de structuur van de stoffen waarin ze in het lichaam worden omgezet, de metabolieten. De carcinogeniteit van paks is recht evenredig aan de concentratie van de stof. Bij blootstelling aan verschillende paks wordt aangenomen dat de risico's van de combinatie van paks gelijk is aan de som van de afzonderlijke risicofactoren.
Proefondervindelijk is door het RIVM vastgesteld dat, uitgaande van de tien uitgekozen paks, de carcinogene en mutagene potenties van benzo(a)pyreen het hoogst zijn. Om de carcinogeniteit van de andere, potentieel kankerverwekkende paks (uit de serie van tien) te bepalen wordt een vermenigvuldigingsfactor van 0,1 toegepast. Voor een toxicologische risicobeoordeling is het dus voldoende wanneer de toxiciteit van benzo(a)pyreen bekend is. De acute toxiciteit is voor enkele paks onderzocht.

### Europese wetgeving voeding
Van alle paks is benzo(a)pyreen (BaP) de meest toxische. Vandaar dat bij het analyseren van levensmiddelen en het bepalen van wettelijke grenzen BaP beschouwd werd als merkstof voor de hele groep van carcinogene paks, en de wettelijke normen betrekking hebben op het BaP-gehalte. Op 9 juni 2008 heeft het Wetenschappelijk Panel voor Contaminanten in de Voedselketen (CONTAM-panel) van de EFSA een advies over polycyclische aromatische koolwaterstoffen opgesteld. In dit advies concludeerde de EFSA dat benzo(a)pyreen geen geschikte merkstof is om polycyclische aromatische koolwaterstoffen in levensmiddelen op te sporen en dat een systeem met vier specifieke stoffen (PAK4) of acht specifieke stoffen (PAK8 (7)) de meest geschikte indicator voor paks in levensmiddelen zou zijn. In 2011 is daartoe de wetgeving in de Europese Unie veranderd en is de norm voor BaP als onderdeel van PAK4 (chryseen, benzo(a)pyreen, benzo(a)antraceen en benzo(b)fluorantheen) in levensmiddelen vastgesteld bij Verordening 835/2011, en afhankelijk van het levensmiddel en de doelgroep (de norm is lager in levensmiddelen bedoeld voor babyvoeding) varieert het maximum toegestane gehalte tussen 1,0 en 10 ppb (oftewel µg/kg vers gewicht) voor het totaal aan PAH4, waarbij BaP maximaal 2 ppb mag bedragen.

### Letale dosis
De gerapporteerde orale LD50-waarden variëren van 490 mg per kilogram lichaamsgewicht voor naftaleen bij ratten tot 18.000 mg per kilogram lichaamsgewicht voor antraceen bij muizen. Intraveneuze toediening van de paks leverde LD50-waarden op tussen 56 mg per kilogram lichaamsgewicht voor fenantreen bij muizen en 100 mg per kilogram lichaamsgewicht voor naftaleen en fluoranteen bij muizen.

### Niet-acuut letale, non-carcinogene effecten
Enkele onderzoeken hebben gegevens opgeleverd over de niet acuut letale, non-carcinogene effecten van paks. Zo is bij ratten en konijnen na orale toediening gedurende 46-60 dagen van ongeveer 1 g naftaleen per kilogram lichaamsgewicht bruinkleuring van de lenzen beschreven. Een eenmalige dosis van 50 mg naftaleen per kilogram lichaamsgewicht veroorzaakte bij konijnen "milde" oogirritaties; bij 250 mg per kilogram lichaamsgewicht werd "milde" huidirritatie waargenomen. Ook muizen vertoonden huidirritaties en wel na blootstelling aan 4,7 mg per kilogram lichaamsgewicht antraceen. Over de effecten van paks op de reproductiviteit en embryo's is nog vrij weinig bekend. Na blootstelling aan 10–150 mg per kilogram lichaamsgewicht benzo(a)pyreen of benzo(a)antraceen (orale toedieningen) zijn verminderde gevoeligheden van de moederdieren voor oestrogenen en verminderde vruchtbaarheid bij nakomelingen aangetroffen. Onderhuidse injectie van 5 mg per kilogram lichaamsgewicht van deze stoffen bij ratten resulteerde zelfs in 100% foetale sterfte. Bij embryo's van wilde eenden werden misvormingen beschreven na behandeling van eierschalen met 2-50 μg benzo(a)pyreen of chryseen.

### Carcinogeniteit van benzo(a)pyreen in olijfolie
Onderzoek naar de carcinogeniteit van benzo(a)pyreen in olijfolie, via het voer aan muizen toegediend, veroorzaakte bij een levenslange dosering van 0,25 mg per kilogram lichaamsgewicht per dag 1,25% meer kwaadaardige tumoren ten opzichte van de controlegroep. In een ander experiment is aan muizen een dagelijkse dosis van 3,2 mg benzo(a)pyreen per kilogram lichaamsgewicht toegediend. De stof was opgelost in ethanol, hetgeen in deze studie als vervanging voor drinkwater werd toegediend. Ten opzichte van de controlegroep bedroeg het extra risico op voormaagkankerpapillomen in de blootgestelde groep 7,5%. Bij inhalatoire blootstelling van muizen aan benzo(a)pyreen werd, in vergelijking met een controlegroep, een toename van het aantal dieren met kwaadaardige tumoren van 26% waargenomen. De concentratie waaraan de dieren werden blootgesteld bedroeg, omgerekend naar lifetime concentraties, 655,2 ng/m3. Een soortgelijk onderzoek gaf aan dat een lifetime concentratie van 1,24 mg/m3, na correctie ten opzichte van een controlegroep een totale tumorfrequentie (zowel goed- als kwaadaardige tumoren) van 34,6% tot gevolg had voor een groep goudhamsters. Blootstelling van ratten aan 10 mg/m3 benzo(a)pyreen (omgerekende lifetime concentratie 163,6 μg/m3) in combinatie met SO2 (3,5 ppm) leidde ten opzichte van de controlegroep tot een toename van het aantal kwaadaardige tumoren met 9,5%.